# Joseph Iléo

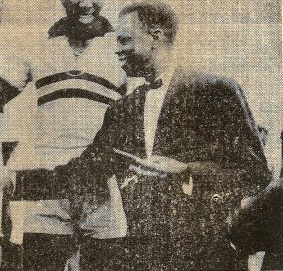
Joseph Iléo

Joseph Iléo (* 15. September 1921 in Kinshasa; † 19. September 1994 in Brüssel) war ein Politiker der Demokratischen Republik Kongo und zweifacher Premierminister.

## Politische Laufbahn bis zur Unabhängigkeit
Joseph Iléo war bereits unter der Herrschaft der Belgier im damaligen „Belgisch-Kongo“ ein aktiver Jungpolitiker, der sich für die Unabhängigkeit einsetzte. Da die Kolonialherren nicht an die Aufgabe ihres Besitzes dachten, verfasste er mit anderen Unabhängigkeitsbefürwortern im Jahr 1956 das Manifeste de la Conscience Arficaine, in welchem das Selbstbestimmungsrecht für die Afrikaner verlangt wurde. Er war 1958 auch einer der Mitbegründer des Mouvement National Congolais. Wegen eines Streits zwischen Mitgliedern des radikalen und des gemäßigten Flügels verließ er die Partei bereits ein Jahr später. Iléo schloss sich der Abspaltung unter Leitung von Albert Kalonji an.

## Laufbahn nach der Unabhängigkeit
Iléo wurde zuerst in den Senat gewählt und danach dessen Präsident. Doch bereits am 5. September 1960 wurde er von Staatspräsident Joseph Kasavubu nach einem Streit mit dem bisherigen Premierminister Patrice Lumumba zum Regierungschef ernannt. Er blieb dies nur bis zum 20. September 1960, als der Stabschef der Armee Mobutu Sese Seko putschte. Nachdem mit Hilfe von UNO-Truppen Kasavubu sein Amt wieder übernommen hatte, wurde Iléo am 9. Februar 1961 wiederum zum Regierungschef ernannt. Er verblieb auf diesem Posten bis zum 2. August 1961. In der Regierung seines Nachfolgers Albert Ndele war er Informationsminister. Im Jahr 1963 wurde er nach der Niederschlagung der Revolte in Katanga Vertreter der Zentralregierung in diesem Gebiet. 1965 wurde er erneut in den Senat gewählt und leitete seit diesem Jahr auch das Office national pour la recherche et le développement. Da er schon vor dem zweiten Putsch von Mobutu auf dessen Seite gewechselt hatte, wurde er nicht nur Mitglied des Mouvement Populaire de la Révolution, sondern auch ins Politbüro der Mobutu-Partei gewählt.
Als die Herrschaft von Mobutu abzubröckeln begann, gründete er im April 1990 eine eigene Partei, die PDSC, deren Vorsitzender er bis zu seinem Tod im Jahr 1994 blieb.